# Kenneth St Joseph
John Kenneth Sinclair St Joseph, né le 13 novembre 1912 Cookley dans le Worcestershire et mort le 11 mars 1994 à Histon, est un archéologue, géologue anglais, vétéran de la Royal Air Force (RAF). Il est un pionnier de l'utilisation de la photographie aérienne comme méthode de recherche archéologique en Grande-Bretagne et en Irlande. Il est professeur d'études photographiques aériennes à l'université de Cambridge de 1973 à 1980.

## Jeunesse
Kenneth St Joseph naît le 13 novembre 1912 à Cookley dans le Worcestershire et fréquente l'école à Bromsgrove. Il étudie la géologie à l'université de Cambridge et obtient son diplôme en 1934. Il est nommé maître de conférences en géologie à Cambridge en 1937 après avoir obtenu son diplôme d'études supérieures. Pendant la Seconde Guerre mondiale, il sert comme analyste du renseignement avec la RAF , examinant des photographies d'opérations de bombardement afin de juger de leur efficacité.

## Photographie aérienne

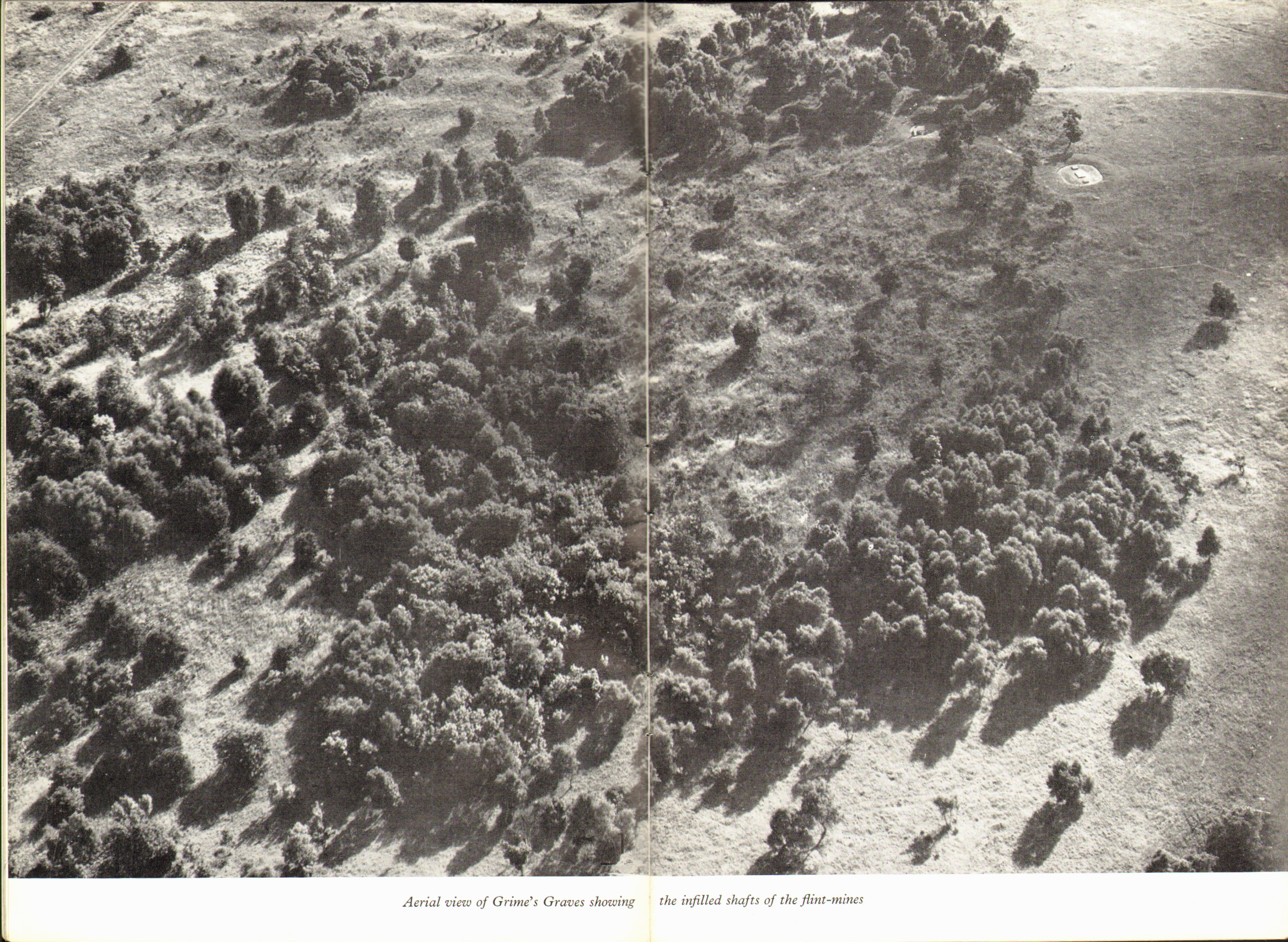
Photographie aérienne de Grime's Graves, un site néolithique d'extraction de silex à Norfolk

En tant qu'écolier, St Joseph s'intéresse à la Grande-Bretagne romaine et, dans les années 1930, il met à profit un lien familial pour participer à des fouilles au mur d'Hadrien où il rencontre O. G. S. Crawford. De cette rencontre, St Joseph développe un intérêt pour la photographie aérienne. L'expérience acquise par St Joseph pendant la guerre le convainc que la photographie aérienne peut jouer un rôle vital dans la découverte et l'analyse des sites archéologiques. En 1948, il est nommé conservateur (puis directeur) de la photographie aérienne à l'université de Cambridge. Dans un premier temps, il réussit à persuader la RAF de prendre des photos gratuitement pour lui . Lorsque la RAF ne veut plus poursuivre ce programme, les autorités universitaires louent un avion. En 1965, elles achètent un Cessna Skymaster 337 et emploient un pilote, ce qui permet de mettre en place un programme systématique et étendu d'archéologie aérienne . Cet avion reste en service pendant quarante ans.
De nombreux sites nouveaux et importants sont découverts grâce à ces études, notamment Mucking, qui est photographié le 16 juin 1959 . Cette découverte donne lieu à des fouilles importantes qui durent 13 ans. Son intérêt pour la Grande-Bretagne romaine ne se dément pas et les relevés aériens permettent de découvrir plus de 200 forts romains inconnus jusqu'alors.
Certains des résultats de ces études photographiques sont publiés dans une série de livres, dont le premier, intitulé - Monastic sites from the air - comprenait un texte annotant les photos, rédigé par David Knowles, professeur d'histoire médiévale, qui a été un partisan influent de la nomination de St Joseph . La collection est désormais hébergée par l'unité de modélisation du paysage de l'université de Cambridge, qui est le nouveau nom de l'unité de photographie aérienne.

## Carrière académique
St Joseph est nommé maître de conférences en sciences naturelles au Selwyn College de Cambridge en 1939, poste qu'il occupe jusqu'en 1962. Il est tuteur à partir de 1945 et bibliothécaire à partir de 1946. Entre 1974 et 1980, il est vice-maître. Il est nommé conservateur en photographie aérienne par l'université en 1948 et directeur de 1962 à 1980.
De 1973 à 1980, St Joseph est professeur d'études photographiques aériennes (une chaire personnelle) à l'université de Cambridge. En 1982, il reçoit un doctorat honorifique de l'université d'Amsterdam . Il est membre du Council for British Archaeology pendant 50 ans à partir de 1944.

## Vie privée
En 1945, il épouse Daphne March avec qui il a deux fils et deux filles. Il est nommé CBE en 1979.

## Mort
Il meurt le 11 mars 1994 à Histon, près de Cambridge.

## Honneurs
St Joseph est élu Fellow de la Société géologique de Londres (FGS) en 1937 . Il est élu Fellow de la Society of Antiquaries of Scotland (FSA Scot) en 1940 et Fellow de la Society of Antiquaries of London (FSA) en 1944 . En 1978, il a été élu Fellow de la British Academy (FBA), l'académie nationale des sciences humaines et sociales du Royaume-Uni.
Lors de l'anniversaire de la reine en 1964, St Joseph est nommé Officier de l'Ordre de l'Empire britannique (OBE) pour ses services à l'archéologie. Lors de l'anniversaire de la Reine en 1979, il est promu Commandeur de l'Ordre de l'Empire britannique (CBE) en reconnaissance de son travail en tant que professeur d'études photographiques aériennes à l'Université de Cambridge.

## Publications
Ses recherches ont été publiées dans des livres et des articles sous le nom de J. K. S St Joseph.
- Knowles, David & St. Joseph, J. K. S. (1952). Monastic sites from the air. Cambridge University Press.
- Beresford M & St Joseph J K. (1958). Medieval England an Aerial Survey
- Norman, E. R., & St Joseph, J. K. S. (1969). The early development of Irish society. Cambridge University Press.
- St Joseph, J. K. S. (1977). Uses of air photography. Prometheus Books.
- S.S.Frere & J.K.St.Joseph (1983) Roman Britain from the Air Cambridge University Press.